# Łucznik (żołnierz)

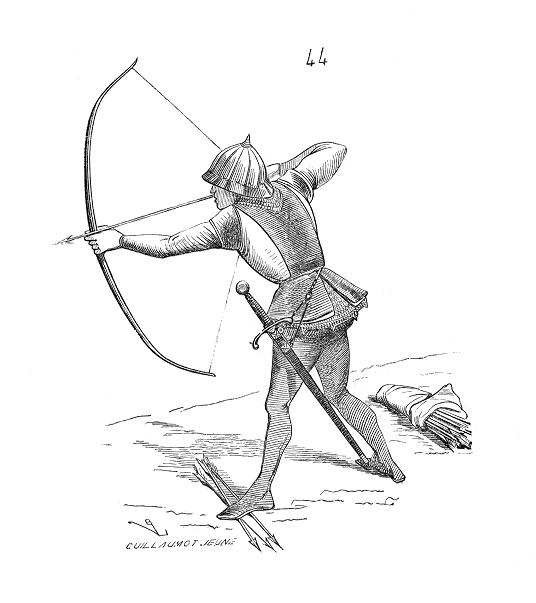
Łucznik europejski z okresu średniowiecza

Łucznik – żołnierz lekkiej piechoty lub kawalerii uzbrojony w łuk. Powszechna jednostka wojskowa działająca w starożytności i średniowieczu.

## Charakterystyka
Łucznicy w starożytnym oraz średniowiecznym kontekście wojskowym, mieli istotną funkcję zarówno jako formacje ofensywne, jak i defensywne.
Podczas działań ofensywnych często wykorzystywano łuczników konnych, których cechowała zwiększona mobilność. 
Piesi łucznicy częściej brali udział w działaniach obronnych, choć niejednokrotnie aktywnie uczestniczyli w oblężeniach twierdz. Rozmieszczenie łuczników na wieżach i murach zapewniało strategiczną przewagę nad armią która oblegała zamek. Ostrzał z łuków, przed starciem na linii frontu, pozwalał zadawać istotne straty przeciwnikowi, zanim doszło do walki wręcz.
Łucznicy ustawiali się przeważnie w pierwszych szeregach wojsk, co umożliwiało im ewentualny odwrót za cięższe oddziały, w przypadku starcia bezpośredniego.
Atakujący łucznicy mogli podpalać budowle za pomocą strzał zapalających, co dodatkowo zwiększało ich wartość w działaniach oblężniczych.

## Historia

### Początki
Pierwsze znane wzmianki o użyciu łuczników w walce pochodzą ze starożytnego Egiptu z około II tysiąclecia p.n.e. W czasie bitwy pod Kadesz (1274 r. p.n.e.) zarówno zwykli żołnierze, jak i obsługa rydwanów, byli wyposażeni w kompozytowe łuki refleksyjne (złożone z warstw rogu i drewna). Rydwan Egipski obsługiwało dwóch żołnierzy: woźnica oraz strzelec. Łucznik wyposażony był w dwa łuki (jeden zapasowy) oraz po około 80 strzał w kołczanach. Zarówno jego, jak i woźnicę, osłaniały zbroje łuskowe sięgające poniżej kolan. Ramzes II podczas bitwy pod Kadesz dysponował około dwoma tysiącami rydwanów, które służyły przede wszystkim do działań zaczepnych. Woźnica podjeżdżał na odległość strzału, a łucznik strzelał podczas jazdy. Łucznicy, zbliżając się w odpowiednim momencie do obozu przeciwnika, powodowali straty, wywoływali zamęt, a także prowokowali przeciwnika do nieprzemyślanych działań.

### Azja

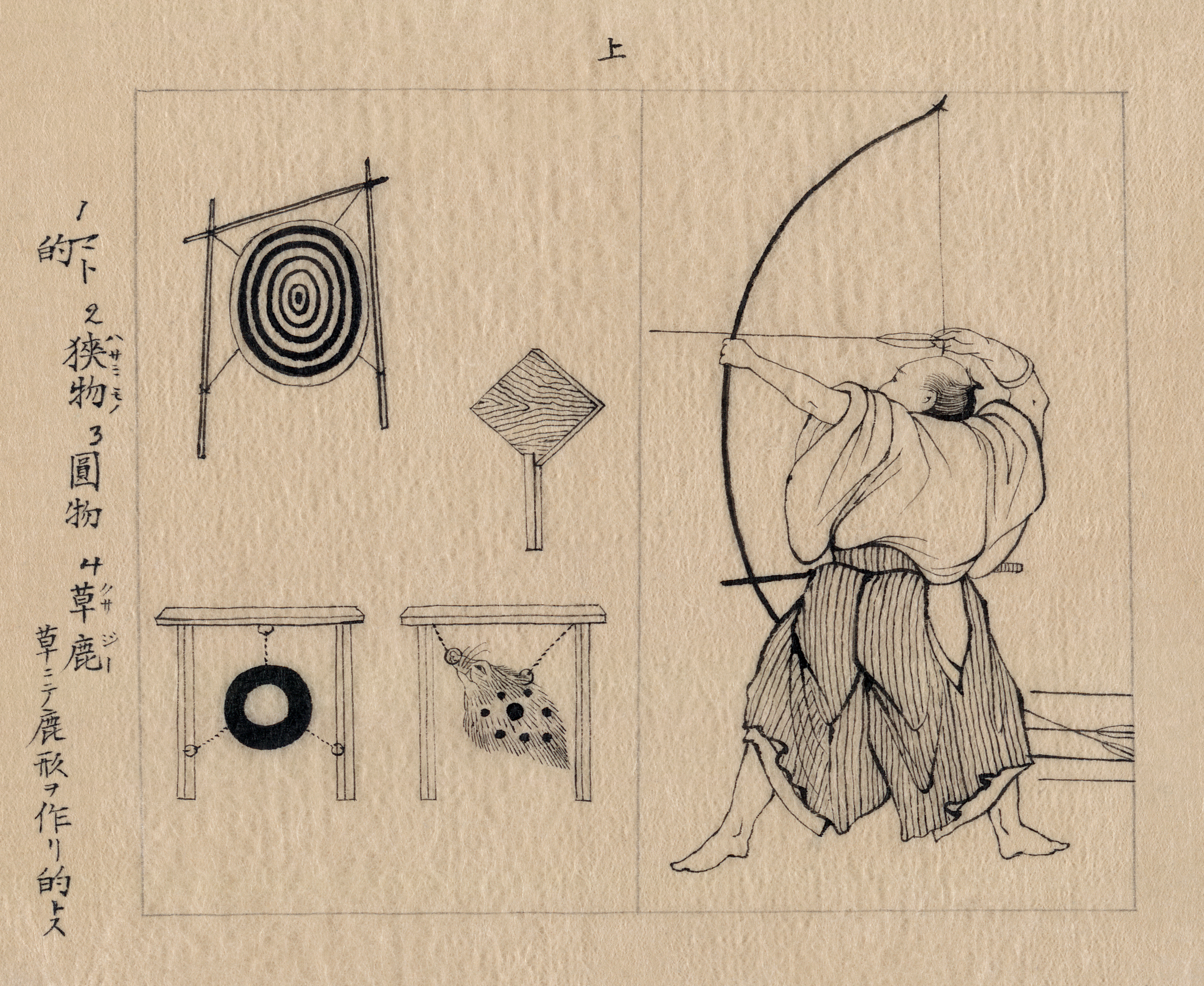
Łucznik japoński i tarcze łucznicze, tusz na papierze (1878)

Przez setki lat łuki były stosowane jako jeden z głównych rodzajów broni w Azji. Przykładem mogą być Hetyci, Asyryjczycy, Mongołowie oraz Tatarzy. Ponad dwumetrowe yumi były elementem wyposażenia samurajów, zarówno w walce pieszej (kyūjutsu), jak i konnej (yabusame).

### Europa
Łucznicy byli ważną częścią armii wikingów. Tych norweskich opisywano jako „sławnych łuczników”, a w Szwecji liczbę ludzi w oddziałach określano liczbą łuków (podobnie opisywano grupy żołnierzy walczących bronią białą: „oddział liczył tysiąc szabel”). Łuków używali w bitwach nawet skandynawscy królowie, a niejeden wikiński strzelec wyborowy zapisał się w historii. Wielkim łucznikiem był np. Wilhelm Zdobywca, który promował łucznictwo tak, jak poprzednio robił to Karol Wielki. Doświadczenia te zostały wykorzystane przez Anglo-Normanów po podboju Walii w 1284 roku.

#### Anglia

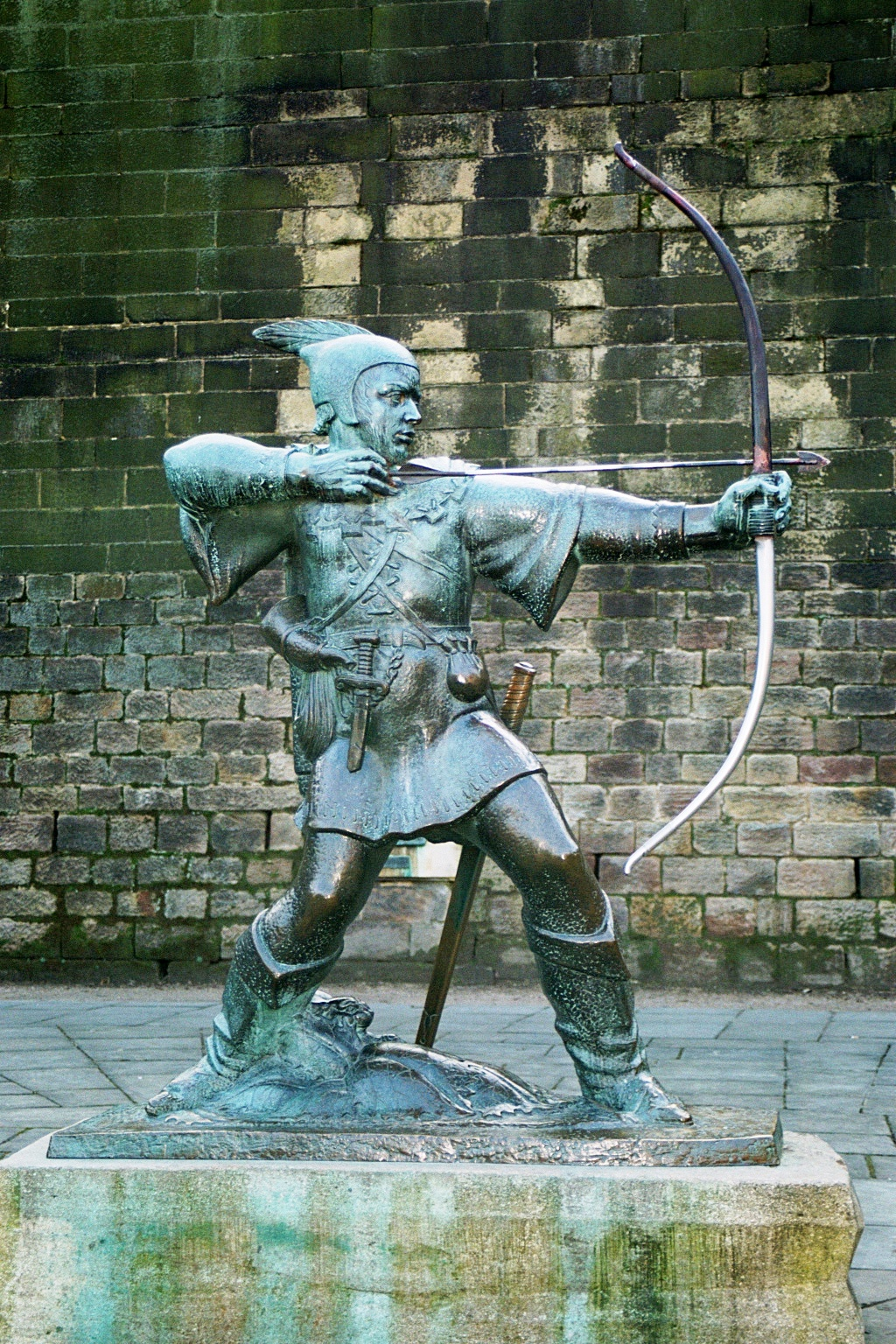
Pomnik Robin Hooda – szlachcica w Nottingham. Typowy łucznik angielski nie nosił miecza

Na przełomie XIII i XIV wieku Edward I wprowadził do powszechnego użytku tzw. łuk walijski, jako uzbrojenie dla najbiedniejszych chłopów z powszechnego poboru. Łucznicy byli uzbrojeni wyłącznie w łuki i ewentualnie krótką broń białą. Z reguły nie posiadali opancerzenia. Wierzchnią odzieżą były zwykle grube przeszywanice. Następcy Edwarda organizowali ćwiczenia i sprawdzające umiejętności zawody strzeleckie, czym przyczynili się do ogólnego podniesienia kompetencji łuczniczych wśród społeczeństwa. Wyznaczono także specjalne wolne od pańszczyzny niedziele, które chłopi musieli przeznaczyć na ćwiczenia łucznicze. Łuk walijski miał około 180 cm wysokości i zwykle był wykonany z drewna cisowego, rzadziej z jesionowego. Cięciwę wykonywano z nici lnianych lub konopnych, odpornych na wilgoć. Strzały miały po około 90–100 cm długości i adekwatne dla przeznaczenia groty. Do przebijania pancerzy przeznaczone były groty wąskie, czworokątne - przy pomocy łuku walijskiego można było taką strzałą z ok. 150 m przebić ówczesną zbroję. Natomiast przeciwko wojownikom nieopancerzonym używano grotów płaskich, trójkątnych, ostro rozszerzających się, co uniemożliwiało wyjęcie strzały.
Na podbój Francji Edward III nie mógł zabrać ze sobą odpowiedniej liczby koni, a więc i rycerzy, ze względu na pojemność dostępnych statków. Dodatkowo biedna wtedy Anglia nie dysponowała wystarczającą liczbą konnych. Król oparł więc swe siły inwazyjne na łucznikach (ok. 7 tys.). Każdy z żołnierzy mógł wystrzelić średnio 10-12 strzał na minutę, co przy większych oddziałach dawało potężną siłę rażenia. Łucznicy, działając w grupie, nie celowali dokładnie. Przeciwnik szedł zwykle w dość zwartym szyku i strzała lecąca w stronę wroga miała sporą szansę trafienia. Łucznicy przed bitwą często wbijali strzały w ziemię, dzięki czemu nie musieli w trakcie walki wyciągać każdej osobno z kołczanu. Pozwalało to dodatkowo zwiększyć szybkość strzelania. Zanieczyszczone ziemią strzały powodowały, że po bitwie wielu (nawet lekko rannych) przeciwników, traciło życie z powodu zakażenia. Brak wiedzy o bakteriach i mikroorganizmach przyczynił się do mylnego przekonania, że łucznicy angielscy celowo używali zatrutych strzał.
W 1346 r. doszło do walnego starcia łuczników angielskich z o wiele liczniejszą i zdawałoby się silniejszą, armią francuską (w jej skład wchodziło min. 6 tys. kuszników) Filipa VI pod Crécy. Szybkostrzelność i skuteczność łuczników zapewniła Anglikom zwycięstwo w tej i wielu następnych bitwach wojny stuletniej. Skuteczność oddziałów łuczniczych przyczyniła się do spopularyzowania tej formacji oraz samej piechoty w wielu innych armiach europejskich.

## Łucznictwo dziś

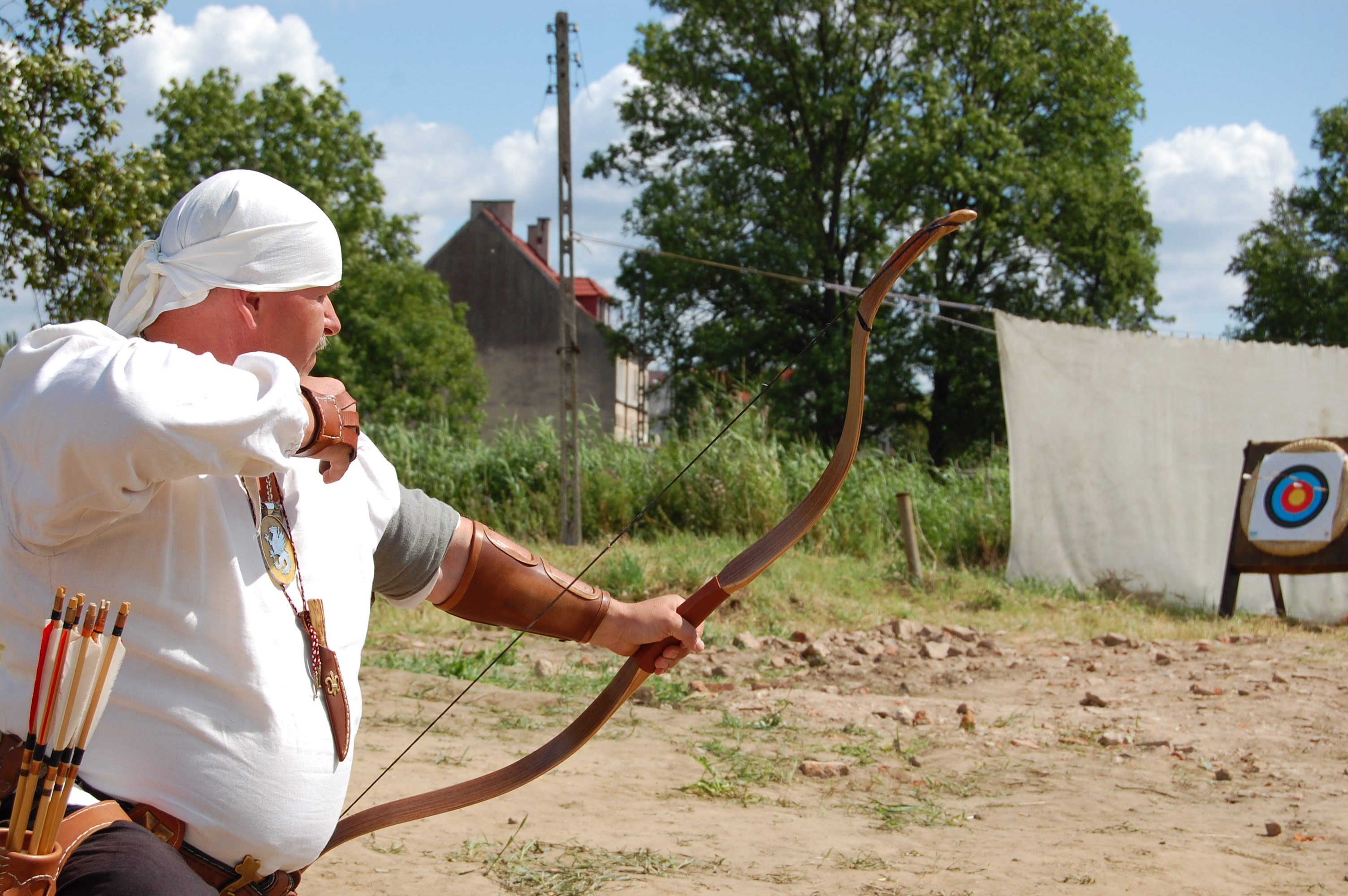
Łucznik na występach podczas Festiwalu Słowian i Wikingów w Wolinie

Łucznictwo przetrwało do dziś głównie w strzelectwie sportowym oraz we współczesnych bractwach rycerskich. Podczas letnich igrzysk olimpijskich odbywa się konkurencja łucznicza. Z dawnego łucznictwa wojskowego wywodzi się też jedna z japońskich technik walk ceremonialnych – Kyūdō. 

### W kulturze masowej
- Jednym z najbardziej znanych i charakterystycznych łuczników w kulturze zachodniej jest Robin Hood.
- Główna bohaterka serii książek i filmów Igrzyska śmierci, Katniss Everdeen, jest łuczniczką i właśnie z tej broni najczęściej korzysta.
- W światach fantasy najlepszymi łucznikami są często rasy elfickie (zobacz: Śródziemie).